# GFL Bowl 2024
Der GFL Bowl 2024 war das Endspiel der ERIMA German Football League (GFL) in der Saison 2024 und wurde am 12. Oktober 2024 im Essener Stadion an der Hafenstraße ausgetragen. Der Kickoff war um 17:00 Uhr geplant. Aufgrund der andauernden juristischen Auseinandersetzung zwischen dem AFVD und dessen Ex-Präsidenten Robert Huber wird im zweiten Jahr in Folge nicht der traditionelle Name German Bowl für das Finale benutzt.
Die Potsdam Royals konnten ihren Meistertitel aus dem letzten Jahr verteidigen und somit die zweite Meisterschaft in ihrer Vereinsgeschichte und in Folge feiern.

## Der Weg ins Finale
Während die Potsdam Royals, als amtierender deutscher Meister und erneut ungeschlagener Nordmeister, im Viertelfinale klar gegen die Allgäu Comets gewinnen konnte, schied der Südmeister, die Schwäbisch Hall Unicorns, überraschend gegen den Aufsteiger und vierten der Nordgruppe Hildesheim Invaders aus. In den weiteren Viertelfinalen konnten die Dresden Monarchs und New Yorker Lions aus Braunschweig ihre Spiele gewinnen. Somit fanden am 28. September die beiden Halbfinale das erste Mal seit der Saison 2013 ohne Beteiligung eines Teams aus der Süd-Gruppe statt. Auch 2013 hatten die Dresdner vom Sieg des Vierten der Nordstaffel gegen den Ersten der Südstaffel profitiert, da ihnen hierdurch als Zweiter der Nordstaffel ein weiteres Playoff-Heimspiel zuteilwurde.
In den Halbfinalen konnten sowohl die Potsdam Royals, als auch die Dresden Monarchs ihrer Favoritenrolle gegen die New Yorker Lions bzw. Hildesheim Invaders gerecht werden und in den GFL Bowl 2024 einziehen. Während es für Potsdam die dritte Teilnahme in Folge ist, ist es für die Dresden Monarchs nach 2013 und 2021 die insgesamt dritte Teilnahme am Endspiel der German Football League. Beide Mannschaften hatten die Möglichkeit, zum zweiten Mal in ihrer Vereinsgeschichte deutscher Meister zu werden. Potsdam war Titelverteidiger, Dresden 2021 – im letzten Endspiel ohne Potsdamer Beteiligung – zum ersten Mal Meister geworden. Das Endspiel war das Aufeinandertreffen der einzigen beiden Ostdeutschen Mannschaften, die bisher in ein GFL-Endspiel eingezogen sind, bzw. dieses gewinnen konnten.
|  |               |                          |               |    |                  |               |                     |               |                  |                  |                  |                |               |
|  | Viertelfinale | Viertelfinale            | Viertelfinale |    |                  | Halbfinale    | Halbfinale          | Halbfinale    |                  |                  | GFL Bowl 2024    | GFL Bowl 2024  | GFL Bowl 2024 |
|  | Viertelfinale | Viertelfinale            | Viertelfinale |    |                  | Halbfinale    | Halbfinale          | Halbfinale    |                  |                  | GFL Bowl 2024    | GFL Bowl 2024  | GFL Bowl 2024 |
|  |               |                          |               |    |                  |               |                     |               |                  |                  |                  |                |               |
|  | 21. September |                          |               |    |                  |               |                     |               |                  |                  |                  |                |               |
|  |               |                          |               |    |                  |               |                     |               |                  |                  |                  |                |               |
|  | N2            | Dresden Monarchs         | 35            |    |                  |               |                     |               |                  |                  |                  |                |               |
|  | N2            | Dresden Monarchs         | 35            |    |                  |               |                     |               |                  |                  |                  |                |               |
|  | S3            | Straubing Spiders        | 6             |    |                  | 28. September | 28. September       | 28. September |                  |                  |                  |                |               |
|  | S3            | Straubing Spiders        | 6             |    |                  | 28. September | 28. September       | 28. September |                  |                  |                  |                |               |
|  |               |                          |               | N2 | Dresden Monarchs | 27            |                     |               |                  |                  |                  |                |               |
|  |               |                          |               | N2 | Dresden Monarchs | 27            |                     |               |                  |                  |                  |                |               |
|  | 21. September | 21. September            | 21. September |    |                  | N4            | Hildesheim Invaders | 13            |                  |                  |                  |                |               |
|  | 21. September | 21. September            | 21. September |    |                  | N4            | Hildesheim Invaders | 13            |                  |                  |                  |                |               |
|  | S1            | Schwäbisch Hall Unicorns | 28            |    |                  |               |                     |               |                  |                  |                  |                |               |
|  | S1            | Schwäbisch Hall Unicorns | 28            |    |                  |               |                     |               |                  |                  |                  |                |               |
|  | N4            | Hildesheim Invaders      | 31            |    |                  |               |                     |               | 12. Oktober 2024 | 12. Oktober 2024 | 12. Oktober 2024 |                |               |
|  | N4            | Hildesheim Invaders      | 31            |    |                  |               |                     |               | 12. Oktober 2024 | 12. Oktober 2024 | 12. Oktober 2024 |                |               |
|  |               |                          |               |    |                  |               |                     |               | N2               | Dresden Monarchs | 21               |                |               |
|  |               |                          |               |    |                  |               |                     |               | N2               | Dresden Monarchs | 21               |                |               |
|  | 21. September | 21. September            | 21. September |    |                  |               |                     |               |                  |                  | N1               | Potsdam Royals | 27            |
|  | 21. September | 21. September            | 21. September |    |                  |               |                     |               |                  |                  | N1               | Potsdam Royals | 27            |
|  | N1            | Potsdam Royals           | 84            |    |                  |               |                     |               |                  |                  |                  |                |               |
|  | N1            | Potsdam Royals           | 84            |    |                  |               |                     |               |                  |                  |                  |                |               |
|  | S4            | Allgäu Comets            | 20            |    |                  | 28. September | 28. September       | 28. September |                  |                  |                  |                |               |
|  | S4            | Allgäu Comets            | 20            |    |                  |               | 28. September       | 28. September |                  |                  |                  |                |               |
|  |               |                          |               | N1 | Potsdam Royals   | 25            |                     |               |                  |                  |                  |                |               |
|  |               |                          |               | N1 | Potsdam Royals   | 25            |                     |               |                  |                  |                  |                |               |
|  | 22. September | 22. September            | 22. September |    |                  | N3            | New Yorker Lions    | 6             |                  |                  |                  |                |               |
|  | 22. September | 22. September            | 22. September |    |                  | N3            | New Yorker Lions    | 6             |                  |                  |                  |                |               |
|  | S2            | Ravensburg Razorbacks    | 14            |    |                  |               |                     |               |                  |                  |                  |                |               |
|  | S2            | Ravensburg Razorbacks    | 14            |    |                  |               |                     |               |                  |                  |                  |                |               |
|  | N3            | New Yorker Lions         | 45            |    |                  |               |                     |               |                  |                  |                  |                |               |
|  | N3            | New Yorker Lions         | 45            |    |                  |               |                     |               |                  |                  |                  |                |               |

## Spielverlauf
Die Dresden Monarchs konnten den Coin Toss, durchgeführt vom ehemaligen deutschen Quarterback Joachim Ullrich, gewinnen und verlegten ihre Wahl auf die zweite Halbzeit. Potsdam entschied sich, den Ball zu receiven.
Das Endspiel wurde in der ersten Hälfte zunächst von den Potsdam Royals dominiert, die deutlich besser in die Begegnung fanden und ihre ersten beiden Drives in Punkte umwandeln konnten. Die Dresden Monarchs mussten sich hingegen in ihren ersten beiden Drives jeweils ohne ein neues First Down zu erzielen („3 & out“) durch einen Punt vom Ballbesitz trennen. Ihnen gelang es in den ersten beiden Drives lediglich einen kombinierten Raumgewinn von einem einzigen Yard zu erzielen. Durch eine gute Leistung der Defense konnten die Dresden Monarchs im 2. Quarter schlussendlich die Potsdamer an deren eigenen 36-Yard-Linie stoppen und den anschließenden Drive mit einem Touchdown abschließen.
Hervorzuheben ist die Potsdamer Dominanz der ersten Hälfte insofern, als dass sie es geschafft haben, von den 2x 12 Minuten Spielzeit Dresden lediglich 4:09 Minuten für ihre Offense Drives zu ermöglichen.
Zu Beginn der zweiten Halbzeit empfingen zunächst die Dresden Monarchs den Ball und mussten sich nach einem erneuten „3 & out“ mit einem Punt vom Ballbesitz trennen. Doch nun entwickelte sich das Spiel zu einer Abwehrschlacht auf beiden Seiten, in denen keine der beiden Mannschaften im 3. Quarter Punkte zugelassen hat.
Im letzten Quarter gelang es den Dresden Monarchs noch durch eine besser abgestimmte Offense und einer starken Verteidigung den Rückstand aufzuholen und erstmals die Potsdam Royals ebenso mit einem „3 & out“ vom Feld zu schicken. Mit dem letzten Drive des Spiels schaffte es Dresden in knapp 3 Minuten Spielzeit von ihrer eigenen 29-Yard-Linie auf die 16-Yard-Linie von Potsdam zu gelangen und hatte die Entscheidung des Spiels mit einem neuen First Down in der eigenen Hand. Die anschließenden Pass-Versuche von Quarterback Brock Domann auf Ricky Smalling und Jordi Torrededia konnten von Dresden nicht in Punkte umgewandelt werden, so dass die Potsdam Royals das Spiel anschließend mit einer Victory Formation beenden und den zweiten Meistertitel für sich entscheiden konnten.

## Scoreboard
| Potsdam Royals | Dresden Monarchs | Team                       | Spielzug                                                                                         |
| -------------- | ---------------- | -------------------------- | ------------------------------------------------------------------------------------------------ |
| 1. Quarter     |                  |                            |                                                                                                  |
| 8              | 0                | Potsdam Royals             | 9-Yards-Touchdown-Lauf von Jaylon Henderson (Two-Point-Conversion-Pass von Finn Krause gut)      |
| 2. Quarter     |                  |                            |                                                                                                  |
| 11             | 0                | Potsdam Royals             | 32-Yards-Field-Goal durch Heiko Bals                                                             |
| 11             | 7                | Dresden Monarchs           | 13-Yards-Touchdown-Lauf von Brock Domann (PAT durch Florian Finke gut)                           |
| 19             | 7                | Potsdam Royals             | 7-Yards-Touchdown-Lauf von Jaylon Henderson (Two-Point-Conversion-Lauf von Jaylon Henderson gut) |
| 3. Quarter     |                  |                            |                                                                                                  |
| 19             | 7                | Keine Punkte im 3. Quarter | Keine Punkte im 3. Quarter                                                                       |
| 4. Quarter     |                  |                            |                                                                                                  |
| 19             | 14               | Dresden Monarchs           | 18-Yards-Touchdown-Pass von Jordi Torrededia (PAT durch Florian Finke gut)                       |
| 27             | 14               | Potsdam Royals             | 58-Yards-Touchdown-Lauf von Jaylon Henderson (Two-Point-Conversion-Lauf von Heiko Bals gut)      |
| 27             | 21               | Dresden Monarchs           | 4-Yards-Touchdown-Pass von Ricky Smalling (PAT durch Florian Finke gut)                          |